# Vista Tower (Kuala Lumpur)
Vista Tower (antiguamente Empire Tower) es parte de un proyecto integrado de primera clase conocido como The Intermark. Situado prominentemente en Jalan Tun Razak de Kuala Lumpur City Centre, The Intermark comprende un edificio de oficinas de clase A de diseño sostenible (Integra Tower), un edificio destacado de oficinas de clase A (Vista Tower), un exclusivo Doubletree de Hoteles Hilton, y un podio comercial de 200 000 pies cuadrados (20 000 m²). 
Situado a solo 800 metros de las Torres Gemelas Petronas, los ocupantes de Vista Tower, uno de los edificios más altos de Kuala Lumpur, disfrutan de vistas espectaculares de las emblemáticas torres gemelas y del skyline de Kuala Lumpur. 
La Fase 1 del proyecto incluye la Vista Tower, el podio comercial y el exclusivo Doubletree de Hilton, el primero en el Sudeste de Asia en 2010. 
Integra Tower, un edificio de oficinas de 39 plantas, se espera que sea completada a mediados de 2012, y tiene como objetivo estar entre los primeros edificios de oficinas de Malasia en lograr una certificación internacional de diseño sostenible para edificios de oficinas. 